# Кудинов, Юрий Алексеевич
Ю́рий Алексе́евич Куди́нов (укр. Юрій Олексійович Кудінов; род. 10 мая 1975, Львов) — украинский футболист и футзалист, игравший на позициях нападающего и полузащитника.

## Биография
Воспитанник футбольной школы львовских «Карпат», первый тренер — Юрий Артымович. Начал карьеру в мини-футбольном клубе «Украина» из Львова, за который выступал в сезоне 1994/95 в высшей лиге. Затем попробовал свои силы в большом футболе, став игроком львовских «Карпат», однако провёл только несколько игр во второй лиге за вторую команду клуба. В 1998 году стал игроком клуба «Львовская пивоварня», за который выступал на протяжении двух сезонов во второй лиге чемпионата Украины по мини-футболу, параллельно выступал за самборский «Луч» в любительском чемпионате страны по футболу. Летом 1999 года подписал контракт с львовским «Динамо», дебютировавшем во второй футбольной лиге. В течение полугода забил 7 голов за команду, чем привлёк внимание клуба высшего дивизиона — кировоградской «Звезды». Перед переходом, во время зимнего перерыва в чемпионате, провёл несколько игр в мини-футбольной второй лиге за «Гвардеец-Динамо» из Львова, и больше на профессиональном уровне в футзальных соревнованиях не участвовал.
Дебютировал в высшей лиге 2 апреля 2000 года, после первого тайма выездного матча против криворожского «Кривбасса» заменив Владимира Чалого. Всего в первом сезоне за «Звезду» провёл 6 матчей, ни разу не отличившись. По итогам чемпионата клуб вылетел в первую лигу, где Кудинов уже стал одним из основных игроков команды, в результате чего уже в 2001 году вернулся в «вышку», перейдя в «Кривбасс». На протяжении двух с половиной лет провёл за криворожан больше 50 игр, забив 9 голов в чемпионате и 3 — в Кубке Украины, также выступал за вторую команду клуба во второй лиге. В 2004 вернулся в «Карпаты», однако там заиграть снова не удалось. Следующий сезон начал в ужгородском «Закарпатье», но там также не смог завоевать место в основе и в зимнее межсезонье Кудинов покинул клуб.
Зимой 2005 года перешёл в луганскую «Зарю», выступавшую в первой лиге. В течение года провёл за луганчан 30 матчей в чемпионате, 8 раз отличившись в воротах. На следующий год перешёл в «Александрию». В составе команды завоевал серебряные награды второй лиги в сезоне 2005/06, однако, на следующий год, в первом дивизионе, безнадёжно выпал из основы. Зимой 2007 года вернулся во вторую лигу, став игроком футбольного клуба «Львов», за который выступал на протяжении половины сезона. Следующий чемпионат начал в луганском «Коммунальнике». В течение сезона забил 20 голов, став, наряду с Андреем Будным, Виктором Арефьевым и Евгением Арбузовым, лучшим бомбардиром лиги, а луганская команда стала победителем дивизиона. Следующий год в первой лиге Кудинов также начал удачно, забив 8 мячей за 13 игр, однако после этого «Коммунальник» снялся с чемпионата. Сезон игрок доиграл в луцкой «Волыни», после чего завершил выступления на профессиональном уровне.
По завершении профессиональной карьеры играл за любительские клубы из Львовской области, а также работал детским тренером во львовских ДЮСШ.

## Стиль игры
Быстрый, резкий, маневренный, хорошо технически подготовленный, гармонично сочетает индивидуальные и коллективные действия. За счет оригинальных и разнообразных обманных движений нередко обыгрывал нескольких защитников в штрафной площади соперников

## Достижения
- Победитель второй лиги Украины: 2007/08 (группа «Б»)
- Серебряный призёр второй лиги Украины: 2005/06 (группа «Б»)

### Личные
- Лучший бомбардир второй лиги Украины: 2005/06